# Brothers in Arms: Hell's Highway
Brothers in Arms: Hell's Highway és el tercer videojoc de la saga Brothers in Arms. Els jugadors es posen a la pell del sergent Matt Baker, un personatge basat en el soldat Harrison C. Summers de la 101a Divisió Aerotransportada, a l'Operació Horta durant la Segona Guerra Mundial. El videojoc va ser llançat per la Xbox 360, PlayStation 3 i l'ordinador el 16 de novembre del 2007.

## Característiques
Com en els seus predecessors BIAHH utilitza l'Unreal Engine, aquesta vegada én la versió 3.
El camp de batalla és a Holanda durant una de les operacions paracaigudistes més grans que mai s'ha vist en cap guerra: l'Operació Horta, el setembre del 1944.
Amb Matt Baker com a líder de l'esquadró, es retroben vells amics dels episodis anteriors, com Joe "Red" Harstock, i Corrion. La missió de la unitat és simple: impedir que els reforços nazis passin per la carretera que mena al poblat de Veghel. Si els nazis ho assolissin, acabarien amb els soldats aliats que protegeixen el pont de la ciutat d'Eindhoven. Aquesta és la base per al subtítol "Hell's Highway", carretera a l'infern, car la batalla que s'hi va lluitar va ser una autèntica carnisseria.